# One Calvert Plaza
One Calvert Plaza, anteriormente Continental Trust Company Building, es un rascacielos histórico de 16 pisos y 76 metros de altura en Baltimore, Maryland. El edificio de oficinas Beaux-Arts, temprano y moderno, fue construido con miembros estructurales de acero revestidos con pisos de terracota ignífugos y con arcos de baldosas. Su homónimo se fundó en 1898 y fue fundamental para la fusión de varias compañías de luz y gas de Baltimore en un sistema de toda la ciudad (conocido como "Compañía consolidada de gas, luz y energía eléctrica de la ciudad de Baltimore" hasta 1955, cuando se redujo y se renombró como "Baltimore Gas y Compañía eléctrica"). Fue construido entre 1900 y 1901 según los diseños preparados por D.H. Burnham and Company de Chicago y es un sobreviviente del Gran Incendio de Baltimore de febrero de 1904, que destruyó más de 40 ha en el actual distrito financiero del centro de la ciudad. Cuando se construyó en 1901, era el edificio más alto de Baltimore, y mantuvo ese título hasta que fue superado por la icónica Bromo-Seltzer Tower de la Emerson Drug Company en la esquina noreste de las calles West Lombard y South Eutaw en el centro de la ciudad.
Continental Trust Company Building fue incluido en el Registro Nacional de Lugares Históricos en 1983. Está dentro del área del patrimonio nacional de Baltimore.